# حربا
حربا هي إحدى القرى اللبنانية من قرى قضاء حاصبيا في محافظة النبطية.